# Pteralopex taki
Pteralopex taki is een vleermuis uit het geslacht der apenkopvleermuizen (Pteralopex) die voorkomt op New Georgia en Vangunu in de Salomonseilanden. Op het nabijgelegen eiland Kolombangara is de soort uitgestorven als gevolg van houtkap tussen 1966 en 1980. De soortaanduiding taki is afgeleid van de lokale naam voor het dier op Vangunu. Het dier eet alleen en voedt zich met fruit en noten, hoewel het ook bloemen bezoekt. De meeste jongen worden waarschijnlijk in april en juni geboren.
P. taki is een kleine apenkopvleermuis. De vacht, vooral de rugvacht, is kort en fijn. De buikvacht is dichter, langer en wolliger. Het hele lichaam is lichtbruin van kleur. De kop-romplengte bedraagt 190 mm, de voorarmlengte 112,8 tot 122,8 mm, de oorlengte 14,3 tot 16,9 mm, de tibialengte 42 tot 53 mm en het gewicht 225 tot 351 g.
De soort staat op de Rode Lijst van de IUCN als Bedreigd, door Parnaby wordt de status echter als Kritiek beschouwd.